# 柳澤健 (ノンフィクション作家)
柳澤 健（やなぎさわ たけし、1960年（昭和35年）3月25日 - ）は、日本の編集者、ノンフィクションライター。

## 来歴・人物
東京都出身。慶應義塾大学法学部卒。在学中には漫画専門誌『ぱふ』に関わる。
空調機メーカー勤務を経て、1984年に文藝春秋に入社。大学時代は遊んでばかりで、月刊『文藝春秋』や『週刊文春』はもちろん、芥川賞や直木賞の受賞作さえ読んでいなかったし、文藝春秋を作ったのが作家の菊池寛であることすら知らなかった。
入社後、配属されたのが白石勝編集長体制の『週刊文春』。特集班の下っ端にいながら、田中康夫の連載「トーキョー大沈入」の担当を命じられる。
写真週刊誌『Emma』では、花田紀凱デスクの下で、何本も皇室記事を書いたが、取材したことは1度しかなかった。渡された写真を見て、適当なことを書き、皇室記事の最後には（文・小林久美子・高校2年）とつけた。ですます調の文章に「浩宮さま」と書けば、女子高生の文章にしか見えなかったからで、リアリティを出そうと、4月には高校3年生に進級させた。小林久美子には写真入りのファンレターも送られてきた。50代のおっさんからの手紙には「住所を教えて下さい。」と記されていた。新卒で文藝春秋に入り、『Emma』編集部に配属されてきたのが勝谷誠彦である。柳澤によると勝谷は、ひとことで言えば、ただものではなかったという。 
花田編集長時代の『週刊文春』では、清水ちなみの「顔面相似形」などを担当、設楽敦生編集長時代の『Number』編集部でも活動。
2003年夏、文藝春秋を退社。ノンフィクションライターになり、2007年には処女作『1976年のアントニオ猪木』を上梓。プロレスをはじめとしたスポーツノンフィクションを主に手がけ、「日本レスリングの物語」（『ファイト＆ライフ』連載)で、2009年度ミズノスポーツライター賞優秀賞受賞。

## 著書

### 単著
- 『1976年のアントニオ猪木』文藝春秋、2007年3月。ISBN 978-4163689609。
  - 『完本 1976年のアントニオ猪木』文春文庫、2009年3月。ISBN 978-4167753658。
- 『1993年の女子プロレス』双葉社、2011年6月。ISBN 978-4575303261。
  - 『1993年の女子プロレス』双葉文庫、2016年5月。ISBN 978-4575714531。
- 『1985年のクラッシュ・ギャルズ』文藝春秋、2011年9月。ISBN 978-4163744902。 
  - 『1985年のクラッシュ・ギャルズ』光文社未来ライブラリー、2023年12月。ISBN 978-4334101688。
- 『日本レスリングの物語』岩波書店、2012年5月。ISBN 978-4000242929。
  - 『増補版 日本レスリングの物語』岩波現代文庫、2021年7月。ISBN 978-4006033262。
- 『1964年のジャイアント馬場』双葉社、2014年11月。ISBN 978-4575307856。
  - 『1964年のジャイアント馬場』双葉文庫、2019年1月。ISBN 978-4575714777。
- 『1974年のサマークリスマス 林美雄とパックインミュージックの時代』集英社、2016年5月。ISBN 978-4087816105。
  - 『1974年のサマークリスマス 林美雄とパックインミュージックの時代』集英社文庫、2021年7月。ISBN 978-4087442786。
- 『1984年のUWF』文藝春秋、2017年1月。ISBN 978-4163905945。
  - 『1984年のUWF』文春文庫、2020年3月。ISBN 978-4167914646。
- 『棚橋弘至と中邑真輔』文藝春秋、2017年11月。ISBN 978-4163907567。
  - 『棚橋弘至と中邑真輔』文春文庫、2021年4月。ISBN 978-4167916343。
- 『2000年の桜庭和志』文藝春秋、2020年2月。ISBN 978-4163911731。
  - 『2000年の桜庭和志』文春文庫、2023年9月。ISBN 978-4167921026。
- 『2016年の週刊文春』光文社、2020年12月。ISBN 978-4334952143。
  - 『2016年の週刊文春』光文社未来ライブラリー、2023年4月。ISBN 978-4334770693。

### 共著
- 岸田秀、柳澤健（聞き手）『日本史を精神分析する 自分を知るための史的唯幻論』亜紀書房、2016年12月。ISBN 978-4750514918。

### 監修
- ジョシュ・グロス著、棚橋志行訳、柳澤健監訳『アリ対猪木 アメリカから見た世界格闘史の特異点』亜紀書房、2017年6月。ISBN 978-4750515106。